# 窪田氏
窪田氏（くぼたし）は、日本の氏族。主に武田氏家臣に多い。

## 深谷上杉氏流
上杉氏憲
上杉憲盛の子として誕生。天正3年（1575年）、父・憲盛の死を受けて家督を継ぐ。天正6年（1578年）に北条氏政の養女を正室に迎え、氏政の猶子となる。この時、氏政の「氏」の字を貰って氏憲と称する。その後、北条氏邦の傘下として各地を転戦する。
天正18年（1590年）の豊臣秀吉による小田原征伐では、小田原城に立て籠るが、劣勢と判断した重臣の秋元長朝・杉田因幡守らによって居城・深谷城が開城されて降伏。その後は久保田と姓を改める。

### 幕臣窪田氏(清和源氏)
もとは鳥居を称す。窪田久吉の時に武田信玄に命じられて、窪田を称するようになり、のち徳川家に仕える。
- 窪田正吉(宗助)

### 幕臣窪田氏(清和源氏小笠原氏流)
旧武田家臣で、正成(房重)の時より徳川家に仕えた。家紋は丸に松川菱・六角むかい蝶・蝶盤。(『寛政重修諸家譜』、『姓氏家系大辞典』)
- 窪田正俊

### 幕臣窪田氏(清和源氏井上氏流)
井上頼季(源頼季)より八代小太郎長時の時に窪田を称し、その子長親という。これより十代長義の時に武田家に仕えるが、のち故あって浪人となる。長親から長義までは小坂・矢井・時田・小室坂等を家号とし長義も小室坂を称す。長義の子正長(直重)の時に再び武田家に仕え、本苗窪田に復する。のち徳川家康に仕え、代々幕臣旗本となる。八王子千人同心上窪田家がこの系譜。〔寛永系図では久保田〕(『寛政重修諸家譜』)
- 窪田直重
- 窪田吉正(正勝)
- 窪田正重
- 窪田清音

### 幕臣窪田氏(三枝流)
甲斐の大族三枝、石原氏の一派、甲斐国山梨郡窪八幡の地より起こる。三枝守国の時に甲斐国石坂に住して石坂と称し、石坂忠次の時に武田家に仕えるようになり、窪田忠廉の時に武田信玄の命により窪田氏と改めた。忠廉は後に徳川家康に仕え幕臣旗本となっている。ただし『寛政譜』では紀氏と称している。(『寛政重修諸家譜』)八王子千人同心の千人頭下窪田家がこの系譜。
- 窪田忠廉
- 窪田忠知
- 窪田忠雅
- 窪田忠行
- 窪田忠時
- 窪田忠親

### 幕臣窪田氏
徳川綱吉・徳松父子に仕え、のち幕臣となった。(『寛政重修諸家譜』)
- 窪田十兵衛、窪田現五右衛門

### 幕臣窪田氏(未勘源氏)
窪田甚左衛門繁隆にはじまる源姓窪田氏あり。家紋は藤丸。(『寛政重修諸家譜』)
- 窪田左衛門繁隆

### 幕臣久保田氏(清和源氏義光流)
旧武田家臣で、吉政の時に徳川家に仕えるが、吉長以下系嗣を詳にせず。家紋は下藤丸。(『寛政重修諸家譜』)
- 久保田義綱、久保田吉続、吉政、吉長

### 幕臣久保田氏(藤原氏支流)
新右衛門の時に御家人となり、長泱の時より旗本となる。家紋は丸に釘抜、轡。(『寛政重修諸家譜』)
- 久保田与左衛門

### 幕臣久保田氏(清和源氏義光流)
徳川秀忠の娘で後水尾天皇の中宮となった和子(東福門院)に付属せられ、御所の御使役を務めた惟政にはじまり、のち采地五百石を知行する。家紋は寄九曜・丸に三菊の葉。(『寛政重修諸家譜』)
- 久保田惟政

### 幕臣久保田氏(宇多源氏)
家伝によると、佐々木時信の四男当太郎宗氏の時に家号を久保田に改めたという。政孝・政勝兄弟の時より幕臣となる。家紋は丸に三笹の丸・丸に揚羽蝶。(『寛政重修諸家譜』)
- 久保田房寿

### 高階姓高氏流
『高階氏系図』・『尊卑分脈』に高氏流の窪田氏あり。平安時代末期、陸奥国菊田郡窪田郡勿来の検断職として下向し窪田氏を称したが、斯波郡彦部郷に移ってのち彦部を称したという。（『姓氏家系大辞典』、『系図研究の基礎知識』）
- 高惟真